# Вчера, сегодня и всегда (фильм, 1969)
Не следует путать с  одноимённым фильмом 1971 года «Вчера, сегодня и всегда».
«Вчера, сегодня и всегда» — советский музыкальный телефильм режиссёра Михаила Григорьева.

## Сюжет
Фильм состоит из шести новелл:

### Прекрасная продавщица
В ролях:
- Елизавета Никищихина — продавщица в магазине тканей.
- Владимир Корецкий — покупатель-художник.

Покупатель-художник на спор с другом-художником пытается растопить холодное сердце продавщицы в магазине тканей.

### Необыкновенный суд
В ролях:
- Анатолий Баранцев — подсудимый
- Алиса Фрейндлих — жена подсудимого
- Георгий Тусузов — судья
- Ирина Мурзаева — дама в тёмных очках
- Татьяна Гаврилова — истец

Подсудимый утверждает, что собачка истца — на самом деле его жена.

### Знакомство по телефону
В ролях:
- Геннадий Корольков — Сергей
- Людмила Долгорукова — «Фёкла»

Молодой человек Сергей случайно знакомится по телефону с милой девушкой Фёклой. Завязывается дружба. Но однажды Сергей оскорбляет Фёклу, после чего их звонок сразу же прерывается.

### Жили две старушки
В ролях:
- Георгий Вицин — тётушка Берри
- Анатолий Папанов — тётушка с кофемолкой Бетти

Две подруги, тётушки Берри и Бетти, обсуждают всё подряд: и погоду, и яблоки, и кошек. Темы разговоров меняются необычайно произвольно.

### Муж и жена
В ролях:
- Фрунзик Мкртчян — муж
- Вера Орлова — жена
- Юрий Соковнин — грабитель

Страшно ли, что в доме, ночью, объявился настоящий грабитель? Или важнее всего этой семье найти очередной повод для ссоры? Тем более что, по мнению жены, «женщина всегда права».

### Показ мод
В ролях:
- Аркадий Райкин — художник Репкин / директор пуговичной фабрики Кругозоров / директор швейной фабрики Слоновников / пожарный Набатов
- Александр Борисов — ведущий
- Николай Парфёнов — ведущий показа мод.

На моду все люди смотрят по-разному. И каждый, кто причастен к моде, имеет свой взгляд на неё — и художник, и директор пуговичной, и директор швейной фабрик, и пожарный.

## Съёмочная группа
- Режиссёр: Михаил Григорьев
- Сценарий: Михаил Григорьев
- Главный оператор: Владимир Нахабцев
- Главный художник: Михаил Карташов
- Художник-постановщик: Леонид Платов
- Музыка: Юрий Чичков